# Салвадор (група)
Вижте пояснителната страница за други значения на Салвадор.
„Салвадор“ е рок група от Владимир, Русия.

## История
Групата е основана през 2000 г. Първоначално изпълява кавър-версии на други групи. От 2003 г. членовете на бандата живеят в Москва. През 2004 печелят конкурса The Global Battle of the Bands, а също така участват и на едноименния фестивал в Лондон. На следващата година участват в един от най-големите рок фестивали в Русия - „Нашествие“. В 2006 излиза дебютният им албум Esta Revolucion Es Eterna. През 2008 са подгряваща група на Серж Танкян. През 2009 записват втория си албум, озаглавен „Прожить 4195 секунд“. Също така песента „Поднимайся“ е част от саундтрака на филма Черната мълния. През 2011 заемат второ място на Global Battle of the Bands в Малайзия.

## Албуми
- Esta Revolucion Es Eterna – 2006
- Прожить 4195 секунд – 2009